# David Clarkson (Eishockeyspieler)
David Clarkson (* 31. März 1984 in Toronto, Ontario) ist ein ehemaliger kanadischer Eishockeyspieler, der im Verlauf seiner aktiven Karriere zwischen 2001 und 2016 unter anderem 614 Spiele für die New Jersey Devils, Toronto Maple Leafs und Columbus Blue Jackets in der National Hockey League auf der Position des rechten Flügelstürmers bestritten hat.

## Karriere
David Clarkson begann seine Karriere als Eishockeyspieler in der Ontario Hockey League, wo er von 2001 bis 2005 zunächst ein Jahr lang für die Belleville Bulls und daraufhin drei Jahre lang für die Kitchener Rangers aktiv war. Mit den Rangers gewann er 2003 sowohl die Meisterschaft der OHL als auch den traditionsreichen Memorial Cup.
Im Anschluss an seine Juniorenkarriere wurde der Angreifer am 12. August 2005 als Free Agent von den New Jersey Devils unter Vertrag genommen. In der Saison 2005/06 spielte der Kanadier zunächst ausschließlich für deren Farmteam, die Albany River Rats aus der American Hockey League, ehe er in der Saison 2006/07 für New Jersey sein Debüt in der National Hockey League gab. In seiner Rookiesaison in der NHL spielte Clarkson noch hauptsächlich für New Jerseys neues AHL-Farmteam, die Lowell Devils, ab der Spielzeit 2007/08 nur noch für das NHL-Team der New Jersey Devils.
Im Juli 2013 unterzeichnete Clarkson einen Siebenjahresvertrag im Gesamtwert von 36,75 Millionen US-Dollar bei den Toronto Maple Leafs. Das jährliche Durchschnittsgehalt beläuft sich demnach auf 5,25 Millionen US-Dollar. Nach eineinhalb Jahren wurde er allerdings im Tausch für Nathan Horton an die Columbus Blue Jackets abgegeben. Bei den Jackets absolvierte der Angreifer in der Saison 2015/16 aufgrund wiederkehrender Verletzungen nur 23 Spiele, bevor er schließlich die gesamte Spielzeit 2016/17 aufgrund einer Rückenverletzung verpasste. Es gilt als unwahrscheinlich, dass Clarkson jemals in den professionellen Eishockeysport zurückkehrt.
Im Rahmen des NHL Expansion Draft 2017 übernahmen die Vegas Golden Knights Clarksons Vertrag von den Blue Jackets und erhielten im Gegenzug William Karlsson im Draft, ein Erstrunden-Wahlrecht für den NHL Entry Draft 2017 sowie ein Zweitrunden-Wahlrecht für den NHL Entry Draft 2019. Obgleich der Stürmer seit 2016 keine NHL-Partie mehr bestritten hatte, stand er aufgrund seines gültigen Vertrags bis zum Juli 2019 bei den Golden Knights unter Vertrag und wurde auf der Injured Reserve List geführt. Anschließend wurde der Vertrag Clarksons gemeinsam mit einem Viertrunden-Wahlrecht im NHL Entry Draft 2020 an  sein Ex-Team Toronto Maple Leafs abgegeben, die dafür Torwart Garret Sparks zu den Golden Knights schickten. Toronto übernahm damit das letzte Vertragsjahr des Vertrages, den sie im Juli 2013 mit Clarkson abgeschlossen hatten.

## Erfolge und Auszeichnungen
- 2003 J.-Ross-Robertson-Cup-Gewinn mit den Kitchener Rangers
- 2003 Memorial-Cup-Gewinn mit den Kitchener Rangers
- 2008 Teilnahme am NHL YoungStars Game

## Karrierestatistik
(Legende zur Spielerstatistik: Sp oder GP = absolvierte Spiele; T oder G = erzielte Tore; V oder A = erzielte Assists; Pkt oder Pts = erzielte Scorerpunkte; SM oder PIM = erhaltene Strafminuten; +/− = Plus/Minus-Bilanz; PP = erzielte Überzahltore; SH = erzielte Unterzahltore; GW = erzielte Siegtore; 1 Play-downs/Relegation; Kursiv: Statistik nicht vollständig)